# Alfabeto georgiano

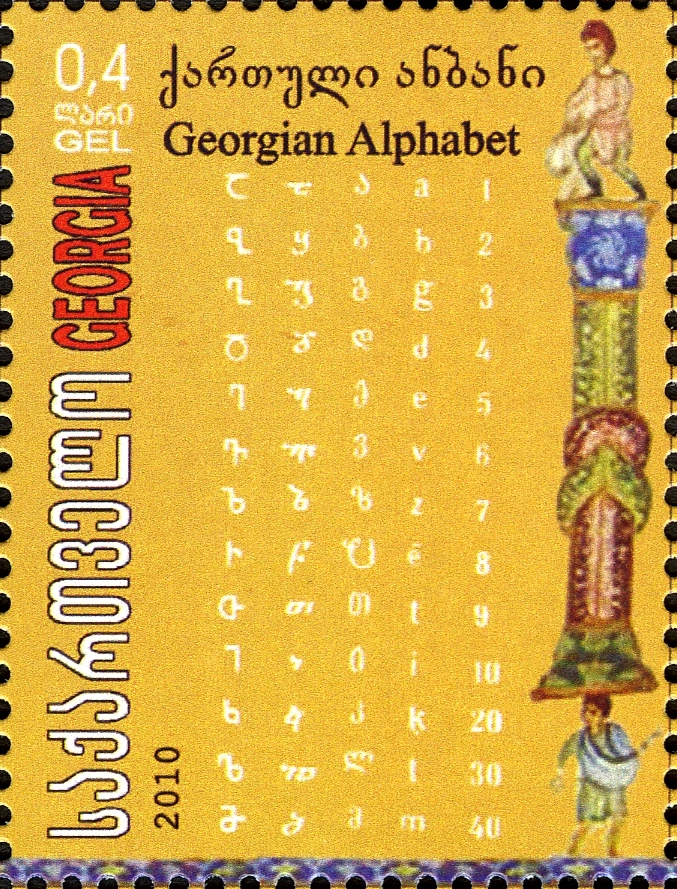
Selo de 2010 com o alfabeto georgiano

O alfabeto georgiano é o único alfabeto atualmente usado para escrever a língua georgiana e outras línguas do Cáucaso.
Não se sabe ao certo quando a escrita georgiana foi criada, no entanto, muitos estudiosos consideram que o nascimento do alfabeto georgiano ocorreu durante o reinado do rei georgiano Farnabazo I do Reino da Ibéria em 284 a.C., e por isso ele é creditado como seu criador. Além disso, o rei Farnabazo I é descendente de Kartlos, o grande ancestral da nação Kartvelian, de onde deriva o nome nativo da Geórgia (Sakartvelo).
Atualmente existem três tipos de escrita para a língua georgiana; Asomtavruli (apenas em letras maiúsculas), Nuskhuri (letras minúsculas) e Mkhedruli (letras cursivas), que é o atual sistema de escrita usado na língua georgiana moderna.
O alfabeto georgiano não distingue entre letras maiúsculas e minúsculas. Contudo, versões modernas de "maiúsculas" das letras (análogas às letras de imprensa) foram inventadas e são usadas em certas ocasiões, tais como em títulos de jornais. Estas letras "maiúsculas", ao contrário do convencional, alinham-se todas ao mesmo nível e têm a mesma altura.
É um alfabeto que se pronuncia exatamente da mesma forma que é escrito. A escrita georgiana (Mkhedruli) já foi descrita como uma das línguas escritas mais bonitas do mundo.

## Mkhedruli
O alfabeto moderno (Mkhedruli) usado na escrita do idioma georgiano tem 33 letras. Originalmente eram mais, mas algumas letras (sombreadas a roxo nas tabelas abaixo) caíram em desuso.
| Mkhedruli letras | Mkhedruli letras | Mkhedruli letras | Mkhedruli letras | Mkhedruli letras | Mkhedruli letras | Mkhedruli letras | Mkhedruli letras | Mkhedruli letras | Mkhedruli letras | Mkhedruli letras | Mkhedruli letras | Mkhedruli letras | Mkhedruli letras | Mkhedruli letras |
| ---------------- | ---------------- | ---------------- | ---------------- | ---------------- | ---------------- | ---------------- | ---------------- | ---------------- | ---------------- | ---------------- | ---------------- | ---------------- | ---------------- | ---------------- |
| ა                | ბ                | გ                | დ                | ე                | ვ                | ზ                | ჱ                | თ                | ი                | კ                | ლ                | მ                | ნ                |                  |
| ჲ                | ო                | პ                | ჟ                | რ                | ს                | ტ                | ჳ                | უ                | ფ                | ქ                | ღ                | ყ                | შ                |                  |
| ჩ                | ც                | ძ                | წ                | ჭ                | ხ                | ჴ                | ჯ                | ჰ                | ჵ                | ჶ                | ჷ                | ჺ                | ჸ                | ჹ                |

## Asomtavruli
O antigo alfabeto "Asomtavruli" já não é usado na escrita moderna, mas ainda se pode encontrar em várias inscrições em monumentos antigos e textos litúrgicos.
| Asomtavruli letras | Asomtavruli letras | Asomtavruli letras | Asomtavruli letras | Asomtavruli letras | Asomtavruli letras | Asomtavruli letras | Asomtavruli letras | Asomtavruli letras | Asomtavruli letras | Asomtavruli letras | Asomtavruli letras | Asomtavruli letras | Asomtavruli letras |
| --- | ------------------ | ------------------ | ------------------ | ------------------ | ------------------ | ------------------ | ------------------ | ------------------ | ------------------ | ------------------ | ------------------ | ------------------ | ------------------ |
| Ⴀ | Ⴁ                  | Ⴂ                  | Ⴃ                  | Ⴄ                  | Ⴅ                  | Ⴆ                  | Ⴡ                  | Ⴇ                  | Ⴈ                  | Ⴉ                  | Ⴊ                  | Ⴋ                  | Ⴌ                  |
| Ⴢ | Ⴍ                  | Ⴎ                  | Ⴏ                  | Ⴐ                  | Ⴑ                  | Ⴒ                  | Ⴣ                  | ႭჃ, Ⴓ              | Ⴔ                  | Ⴕ                  | Ⴖ                  | Ⴗ                  | Ⴘ                  |
| Ⴙ | Ⴚ                  | Ⴛ                  | Ⴜ                  | Ⴝ                  | Ⴞ                  | Ⴤ                  | Ⴟ                  | Ⴠ                  | Ⴥ                  |                    |                    |                    |                    |
| Algumas fontes para georgiano moderno não mostram as formas reais Asomtavruli para essas letras, mas ao invés disso mostram variantes mais altas (como se fossem "maiúsculas") do moderno alfabeto Mkhedruli (veja abaixo). |                    |                    |                    |                    |                    |                    |                    |                    |                    |                    |                    |                    |                    |

Nota: dependendo do tipo de letra presente no seu sistema, esta tabela poderá estar a apresentar a versão "maiúscula" do alfabeto e não o alfabeto asomtavruli.

## Nushkuri
Nuskhuri é uma das escritas georgianas. O nome nuskhuri vem de nuskha (ნუსხა), que significa "inventário" ou "programação". Nuskhuri logo foi aumentado com maiúsculas iluminadas por Asomtavruli em manuscritos religiosos. A combinação é chamada Khutsuri (georgiano: ხუცური, "clerical", de khutsesi (ხუცესი "clérigo"), e foi usada principalmente em hagiografia.
| ⴀ ani  | ⴁ bani  | ⴂ gani | ⴃ doni   | ⴄ eni  | ⴅ vini | ⴆ zeni  | ⴡ he    | ⴇ tani  | ⴈ ini   | ⴉ kʼani | ⴊ lasi  | ⴋ mani   | ⴌ nari   | ⴢ hie   | ⴍ oni  | ⴎ pʼari | ⴏ zhani | ⴐ rae |
| ⴑ sani | ⴒ tʼari | ⴣ vie  | ⴍⴣ ⴓ uni | ⴔ pari | ⴕ kani | ⴖ ghani | ⴗ qʼari | ⴘ shini | ⴙ chini | ⴚ tsani | ⴛ dzili | ⴜ tsʼili | ⴝ chʼari | ⴞ khani | ⴤ qari | ⴟ jani  | ⴠ hae   | ⴥ hoe |

## Escrita doMkhedruli
A tabela a seguir mostra a ordem dos traços e a direção de cada letra do alfabeto georgiano moderno (Mkhedruli):
Observações:
- Apenas quatro letras têm a altura da letra x, sem traços ascendentes nem descendentes: ა, თ, ი, ო.
- Treze têm ascendentes, como b ou d em português: ბ, ზ, მ, ნ, პ, რ, ს, შ, ჩ, ძ, წ, ხ, ჰ
- Um número igual tem traços descendentes, como p ou q em português: გ, დ, ე, ვ, კ, ლ, ჟ, ტ, უ, ფ, ღ, ყ, ც
- Três letras têm traços ascendentes e descendentes, como a letra thorn do islandês ქ, ჭ, e (na escrita) ჯ. წ  tem  tanto traços ascendentes e descendentes impressos e, às vezes, manuscritos.